# Veaceslav Rusnac
Veaceslav Rusnac, né le 27 août 1975 à Răuțel en Moldavie, est un footballeur moldave, devenu entraîneur à l'issue de sa carrière, qui évoluait au poste de défenseur. 
Il compte trois sélections en équipe nationale entre 1999 et 2000.

## Biographie

### Carrière de joueur
Il dispute 244 matchs en première division moldave, pour 18 buts marqués, ainsi que 118 matchs en première division kazakhe, pour 5 buts inscrits.
Il joue également trois matchs en Ligue des champions, trois matchs en Coupe de l'UEFA, et deux matchs en Coupe Intertoto.

### Carrière internationale
Veaceslav Rusnac compte trois sélections avec l'équipe de Moldavie entre 1999 et 2000. 
Il est convoqué pour la première fois par le sélectionneur national Alexandru Maţiura pour un match amical contre la Grèce le 16 décembre 1999 (défaite 2-0). Il reçoit sa dernière sélection le 4 février 2000 contre la Lituanie (victoire 2-1).

## Palmarès

### Joueur
- Avec le Zimbru Chișinău :
  - Champion de Moldavie en 2000
  - Vainqueur de la Coupe de Moldavie en 2003 et 2004

### Entraîneur
- Avec le Sheriff Tiraspol :
  - Champion de Moldavie en 2014
- Avec le FC Milsami
  - Coupe de Moldavie en 2018